# 黃紹恆
黃紹恆，經濟史學者，新竹縣客家人，國立交通大學客家文化學院教授，2019年起擔任國立交通大學客家文化學院院長。專長為經濟史、客家族群史、客家文化史、客家史教授。1984年从國立台灣大學經濟學系畢業，1994年從東京大學大學院經濟學研究科經濟學博士 畢業。